# Christopher Gist

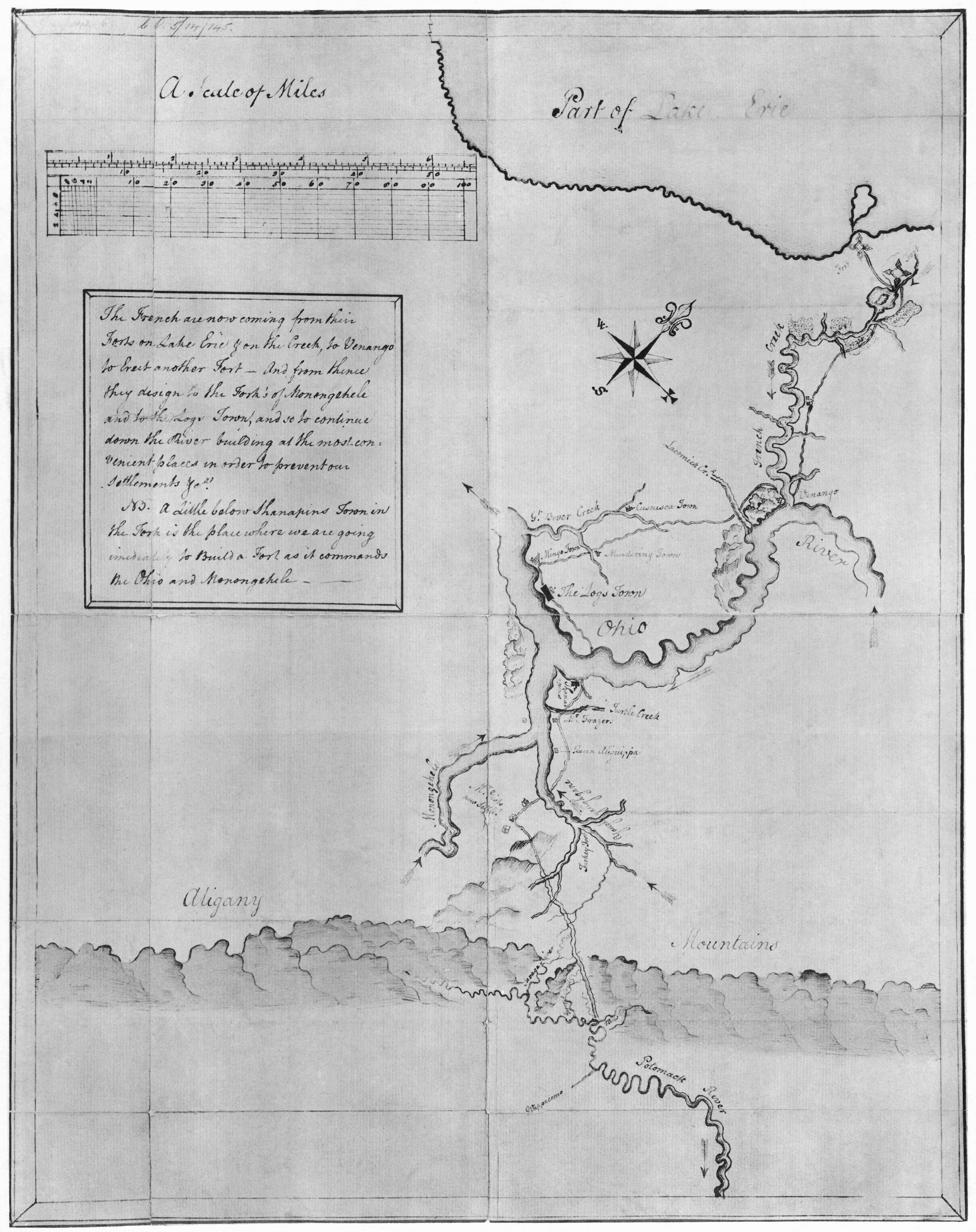
Carte de l'expédition Gist et Washington jusqu'à Fort Le Boeuf.

Christopher Gist (Baltimore, 1706-1759) est un explorateur britannique, un des premiers explorateurs de l'Ohio.

## Biographie
Oncle de Mordecai Gist (en), il s'installe dans le Nord de la Caroline du Nord près de la Yadkin en 1750. Il est choisi la même année par l'Ohio Company pour mener une expédition dans les parages de l'Ohio et jusqu'au site de l'actuelle Louisville (Kentucky). Il cartographie ainsi la zone habitée par les Lenapes correspondant aujourd'hui à Pittsburgh ainsi que le cours de la Great Miami. Il arrive en février 1751 à Pickawillany où il est accueilli très cordialement par Memeskia. Il explore ensuite le Kentucky avant de rentrer à Yadkin River.
Il rejoint ensuite sa famille à Roanoke où elle s'était réfugiée à la suite d'attaques indiennes. Pendant l'été 1751, il explore la Pennsylvanie et tout le sud de la rivière Ohio.
En 1753, il accompagne George Washington dans la Venango Path (en) pour atteindre Fort Le Boeuf et lui sauve par deux fois la vie. Lors du conflit entre la France et l'Angleterre, il participe avec lui à la bataille de Jumonville Glen.
Le 3 juillet 1754, il combat encore aux côtés de Washington avec un détachement de miliciens de Virginie à la bataille de Fort Necessity où ils sont largement battus par les français. Il s'agit d'un des premiers épisodes de la guerre de Sept Ans. La ville fondée par Gist à l'emplacement de l'actuelle Uniontown (Pennsylvanie) est alors brulée par les français.
En 1755, il participe encore à l'expédition Braddock puis voyage dans le Tennessee où il tente de recruter des autochtones pour participer à la guerre.
Le lieu et la cause de son décès restent incertains. Il serait mort de la variole en Virginie, en Caroline du Sud ou en Géorgie, voire à Cumberland en Caroline du Nord, en 1759.

## Dans la fiction
Gist est un des personnages historiques présents dans Assassin's Creed: Rogue.